# Prath
Prath är en Ortsgemeinde i Rhein-Lahn-Kreis i det tyska förbundslandet Rheinland-Pfalz. Prath har cirka 300 invånare.
Kommunen ingår i kommunalförbundet Verbandsgemeinde Loreley tillsammans med ytterligare 21 kommuner.